# Lou Fanánek Hagen
Lou Fanánek Hagen, vlastním jménem František Moravec (* 18. června 1966 Praha), je hudební skladatel, textař, zpěvák a frontman skupiny Tři sestry.

## Hudební kariéra
V roce 1985 se stal zpěvákem a frontmanem skupiny Tři sestry. Po sametové revoluci začal skládat písně pro Těžkej Pokondr a skladby se Šmouly. Řadu textů napsal pro české interprety – například pro Karla Gotta, Lucii Bílou, Hanu Zagorovou, Věru Špinarovou. V letech 2008 až 2014 hrál příležitostně s kapelou Synové výčepu. V roce 2001 se podílel na složení libreta pro muzikál Kleopatra, spolupracoval i na muzikálech Michala Davida Princezna Zmrzlina, Kat Mydlář, Tři mušketýři, Angelika, Mata Hari, Mona Lisa (autor Bohouš Josef), Golem (autor Karel Svoboda) a Muž se železnou maskou. V roce 2009 byl uveden do Beatové síně slávy v kategorii osobnost.

## Osobní život
Vystudoval gymnázium a poté stavební fakultu ČVUT, kde získal titul inženýra (Ing.). Mezioborově studoval i žurnalistiku na Univerzitě Karlově.
Je dvakrát rozvedený. Z prvního manželství má syny Daniela, Mikoláše, Oskara a Matyáše. Ze vztahu s druhou manželkou Veronikou má dceru Marianu.

## Zajímavosti
- Přezdívku získal po nástupu do Tří sester, podle idolů Niny Hagen a Lou Reeda
- Má protézu pravé dolní končetiny, o kterou přišel v roce 1986, kdy mu ji v pražském Veleslavíně amputoval vlak (trať z Prahy do Rakovníka)[6]
- Knižně publikoval vlastní životopis Tak to bylo, tak to je… (ISBN 978-80-86983-20-2) a jeho pokračování Járo, kakao!.